# ПТ-76
ПТ-76 (плавающий танк-76) — советский плавающий, лёгкий и основной танк. 
Плавающий танк 76 модель был принят на вооружение ВС Союза ССР в 1951 году. За время серийного производства, с 1951 года по 1967 год, неоднократно модернизировался, всего было выпущено 3 039 единиц ПТ-76, а также ряд боевых машин на его базе. Танк состоял на вооружении Советской Армии, однако впоследствии был в основном заменён БМП-1. Тем не менее, до 100 танков этого типа по состоянию на 2004 год состояло на вооружении Вооружённых Сил России. Около 2 000 ПТ-76 были поставлены на экспорт, в ряд государств, в некоторых из которых он послужил основой для выпуска собственных модернизированных версий. По состоянию на начало 2008 года, всё ещё остаётся на вооружении в ряде государств.

## История создания

### Предпосылки к созданию ПТ-76

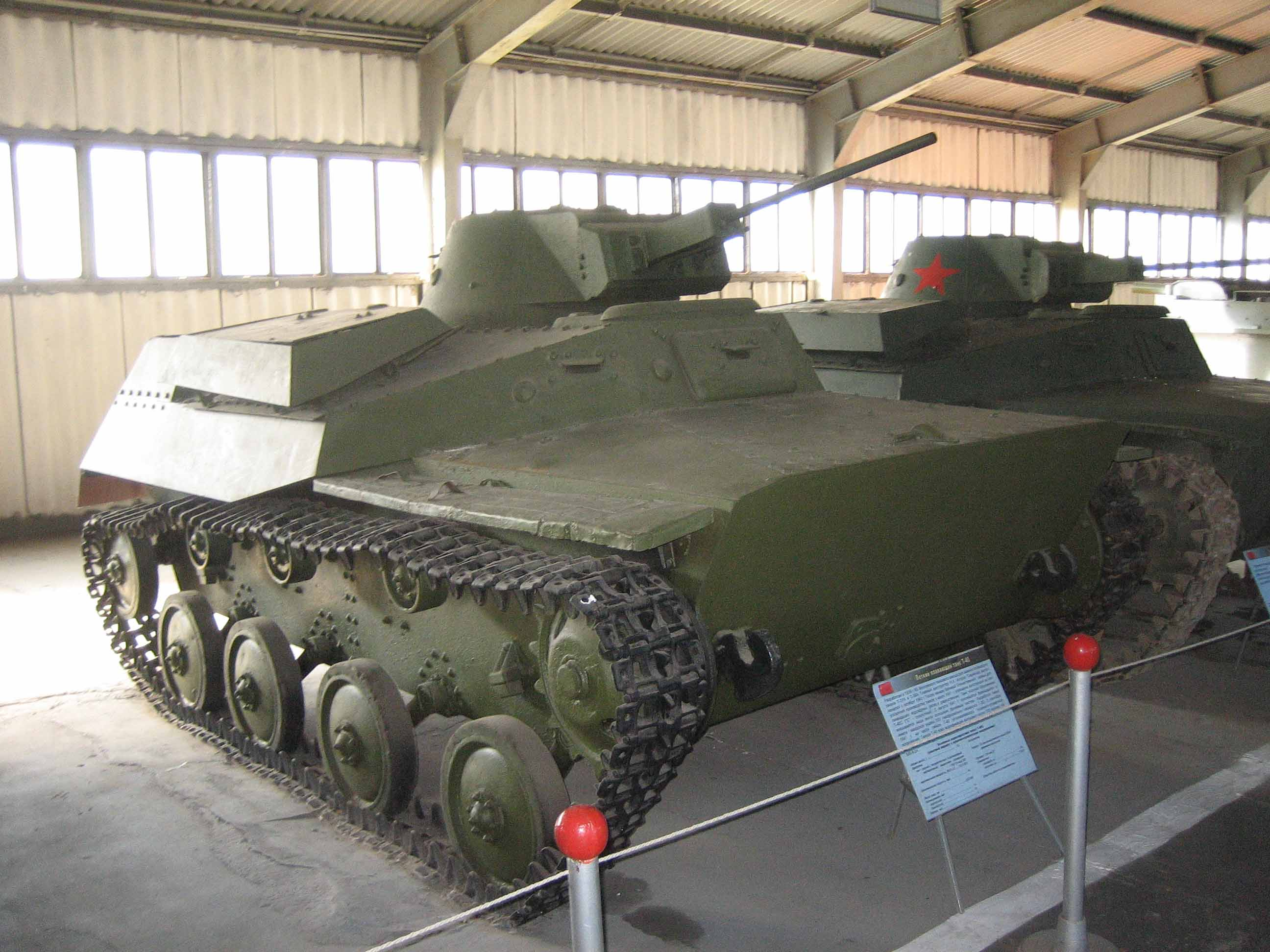
Т-40 — последний советский плавающий танк довоенной разработки.

В предшествовавшие Второй мировой войне годы в СССР был накоплен значительный опыт разработки плавающих танков. С началом Великой Отечественной войны работы по ним, как и производство уже разработанных образцов, были прекращены, так как перед конструкторами встали более важные задачи. На 1941 год СССР обладал крупнейшим в мире парком плавающих танков, но в последовавших боях начального периода войны подавляющее большинство из них было потеряно. В результате к началу продвижения советских войск на запад в 1943 году Красная Армия осталась лишь с относительно небольшим парком устаревших и отличавшихся невысокой надёжностью машин, чьи боевые возможности явно не соответствовали требованиям армии.
Помимо этого, в 1944—1945 годах советские войска испытывали значительную потребность в переправочных средствах для преодоления многочисленных водных преград во время наступления по Восточной Европе. Однако самоходные переправочные средства собственного производства отсутствовали, а ещё сохранившиеся в частях плавающие танки довоенной постройки для этой цели не годились, поскольку из-за невысокой плавучести они не могли принимать на себя дополнительную нагрузку. Всё это приводило к тому, что солдатам Красной Армии до прибытия не поспевавших за темпом наступавших войск возимых понтонных мостов приходилось использовать для переправы подручные средства, обычно исключавшие перевозку сколько-нибудь тяжёлого вооружения. Это существенно замедляло темпы наступления и приводило к повышенным потерям.
После окончания войны проблема отсутствия на вооружении Советской Армии амфибийной техники всё ещё оставалась острой. В случае возможного конфликта с Западом основным театром военных действий считалась Центральная Европа, которая, с её значительным количеством водных преград, доставила бы немало сложностей советским войскам. В связи с этим, уже к концу 1940-х годов, был разработан и принят на вооружение целый ряд как возимых переправочных средств, так и плавающих автомобилей и транспортёров. Разработка амфибийной бронетехники шла, однако, не столь успешно. Сразу по окончании войны было разработано техзадание на создание плавающих танка и бронетранспортёра с максимальной степенью унификации. Танк должен был быть вооружён 76-мм пушкой, и вдобавок должен быть способен перевозить на плаву десант из 20 человек на броне. Разработанный заводом «Красное Сормово» в 1946—1948 годах танк Р-39, схожий по конструкции с плавающими танками довоенной разработки, отличался слабым бронированием и показал на испытаниях недостаточные надёжность, скорость на воде и запас плавучести, что привело к прекращению работ над ним.

### БТР-50
Разработка нового плавающего танка постановлением от 15 августа 1949 года была поручена двум конструкторским бригадам ВНИИ-100, находившимся в Ленинграде и Челябинске. Параллельно должны были разрабатываться максимально унифицированные между собой плавающий танк, и плавающий бронетранспортёр, позднее ставший БТР-50. Согласно уточнённому техническому заданию, танк должен был иметь массу в 13—14 тонн, вооружение из 76-мм пушки с боекомплектом в 40 выстрелов и бронирование толщиной до 10 мм. Двигатель В-6 должен был обеспечивать танку скорость в 40 км/ч на суше и 10 км/ч на плаву. Уже к концу 1950 года конструкторское бюро было обязано предоставить опытный образец танка на испытания.
В качестве движителя танка на плаву рассматривались на этот раз различные варианты, но в результате выбран был водомётный движитель. Главным конструктором танка стал Н. Ф. Шашмурин. Однако у водомётного движителя нашлось немало противников, и в результате на московском ВРЗ № 2 была начата разработка альтернативного проекта, использовавшего в качестве движителя гребные винты по образцу более ранних разработок. Тем временем, работы продвигались успешно, и при проектировании танка были учтены многие недостатки его предшественников. Опытные образцы танка и бронетранспортёра были закончены весной 1950 года и уже к июню того же года поступили на государственные испытания. К тому времени были закончены и образцы ВРЗ № 2 — танк К-90 и бронетранспортёр К-78.
Сравнительные испытания БТР-50 и К-90 были проведены с 5 по 29 июля 1950 года. На испытаниях БТР-50 показал значительно лучшую проходимость, чем К-90. Приёмной комиссией также было отмечено, что по целому ряду параметров, — в частности, по толщине брони, удельному давлению на грунт, скорости на суше и запасу хода, — новый танк даже существенно превосходит выданные заданием требования. В заключении государственной комиссии говорилось:

Установленный на предъявленном плавающем танке ряд конструктивно новых агрегатов и узлов, ранее не применявшихся на плавающих танках, как то: водомётные движители, эжекционная система охлаждения, воздухоочистка с автоматическим удалением пыли, гидравлические амортизаторы и др., обеспечивает следующие преимущества:
а) Водомётные движители обеспечивают хорошую скорость и маневренность на плаву и высокую проходимость по водоёмам, заросшим кустарником, камышом и различными водорослями. Низкое удельное давление гусениц на грунт (0,44 кг/см²) позволяет танку преодолевать сильно заболоченные участки, а при наличии воды может быть дополнительно использована тяга, создаваемая водомётами.
Испытания водомётов в условиях, когда через водомётные трубы транспортировалось значительное количество гальки, подтвердило надёжность работы и конструктивную прочность всей водомётной установки.
б) Эжекционная система охлаждения, в отличие от вентиляторной, потребляет значительно меньшую мощность, имеет малые габариты, проста по конструкции и обслуживанию.
в) Установка гидроамортизаторов при наличии индивидуальной торсионной подвески обеспечивает высокую плавность хода, что повышает среднюю скорость движения и меткость стрельбы с ходу.
г) Проведённые в процессе испытаний форсированные марши до 510 км, а также безостановочные и ночные марши подтверждают способность плавающих танков совершать длительные, напряжённые марши с высокими средними скоростями движения.

В результате 6 августа 1951 года постановлением Совета министров СССР ПТ-76 был принят на вооружение Советской Армии.

## Серийное производство
| График производства ПТ-76 для Советской Армии |      |      |      |      |      |      |      |      |      |      |      |      |      |      |      |      |      |       |
| Год                                           | 1951 | 1952 | 1953 | 1954 | 1955 | 1956 | 1957 | 1958 | 1959 | 1960 | 1961 | 1962 | 1963 | 1964 | 1965 | 1966 | 1967 | Всего |
| ПТ-76                                         | 10   | 85   | 210  | 400  | 500  | 206  | 265  | 180  | 40   | —    | —    | —    | —    | —    | —    | —    | —    |       |
| ПТ-76Б                                        | —    | —    | —    | —    | —    | —    | —    | —    | 110  | 105  | 121  | 112  | 204  | 191  | 69   | 116  | 115  | 3039  |

## Дальнейшее развитие
- ОТ-62 ТОПАС - (ОТ-62 означает Obrněný Transportér vzor 62 «бронированный транспортер модели 62», а TOPAS означает T ransportér O brněný PÁS ový «гусеничный бронированный транспортер») Польская и чехословацкая бронемашина на базе ПТ-76 и БТР. -50 . Похож на БТР-50ПК, но люки располагались по бокам, а передняя часть была аналогична БТР-50ПУ. Двигатель представлял собой ПВ-6 мощностью 300 лошадиных сил (224 кВт), который был мощнее оригинала.

## Описание конструкции

### Вооружение
| Боеприпасы пушки Д-56Т     |                                                                                      |                  |                    |                   |             |                               |                       |                                             |                            |
| Марка выстрела             | Тип снаряда                                                                          | Марка снаряда    | Масса выстрела, кг | Масса снаряда, кг | Масса ВВ, г | Марка взрывателя              | Дульная скорость, м/с | Дальность прямого выстрела по цели с H = 2м | Год принятия на вооружение |
| Бронебойные снаряды        |                                                                                      |                  |                    |                   |             |                               |                       |                                             |                            |
| УБР-354                    | бронебойный остроголовый с баллистическим наконечником, трассирующий                 | БР-354           |                    |                   |             | МД-10                         | 655                   | 780                                         |                            |
| УБР-354А                   | бронебойный тупоголовый с локализаторами и баллистическим наконечником, трассирующий | БР-350А          | 9,12               | 6,30              | 155         | МД-7                          | 662                   | 780                                         |                            |
| УБР-354Б                   | бронебойный тупоголовый с баллистическим наконечником, трассирующий                  | БР-350Б          | 9,12               | 6,50              | 119 / 65    | МД-8                          | 655                   | 780                                         |                            |
| УБР-354П                   | бронебойный подкалиберный катушечного типа, трассирующий                             | БР-354П          | 6,30               | 3,02              | —           | —                             | 950                   | 940                                         | 1943                       |
| УБ-354Н                    | бронебойный подкалиберный обтекаемой формы, трассирующий                             | БР-354Н          | 6,00               | 3,02              | —           | —                             | 950                   | 1050                                        |                            |
| УБП-353М                   | кумулятивный, трассирующий                                                           | БП-350М          | 5,47               | 3,94              | 490         | БМ                            |                       |                                             |                            |
| УБК-354 / УБК-354М         | кумулятивный оперённый, трассирующий                                                 | БК-354 / БК-354М |                    | 7,00              | 740         | ГПВ-1 или ГКН                 |                       |                                             | 1955                       |
| Осколочно-фугасные снаряды |                                                                                      |                  |                    |                   |             |                               |                       |                                             |                            |
| УОФ-354М                   | стальная осколочно-фугасная граната                                                  | ОФ-350           | 8,82               | 6,20              | 710         | МГ-1 или КТМ-1-У или КТМЗ-1-У | 680                   | 820                                         |                            |
| УО-354АМ                   | осколочная граната сталистого чугуна                                                 | О-350А           | 8,83               | 6,21              | 540         | МГ-Н или КТМ-1-У              |                       |                                             |                            |

| Таблица бронепробиваемости для Д-56Т |                          |                          |                          |                          |                          |                          |
| Снаряд \ Расстояние, м | 100                      | 300                      | 500                      | 1000                     | 1500                     | 2000                     |
| БР-350Б |                          |                          |                          |                          |                          |                          |
| (угол встречи 90°) | 80                       | 75                       | 70                       | 60                       | 50                       | 45                       |
| (угол встречи 60°) | 65                       | 60                       | 55                       | 50                       | 45                       | 35                       |
| БР-354 |                          |                          |                          |                          |                          |                          |
| (угол встречи 90°) |                          |                          | 95                       | 80                       | 70                       | 60                       |
| (угол встречи 60°) |                          |                          | 75                       | 76                       | 55                       | 45                       |
| БР-354П |                          |                          |                          |                          |                          |                          |
| (угол встречи 90°) | 120                      | 105                      | 90                       | 60                       | —                        | —                        |
| (угол встречи 60°) | 95                       | 85                       | 75                       | 50                       | —                        | —                        |
| БР-354Н |                          |                          |                          |                          |                          |                          |
| (угол встречи 90°) |                          |                          | 125                      | 110                      | 90                       | 75                       |
| (угол встречи 60°) |                          |                          | 100                      | 90                       | 75                       | 65                       |
| БП-350М |                          |                          |                          |                          |                          |                          |
| (угол встречи 90°) |                          |                          |                          |                          |                          |                          |
| (угол встречи 60°) | 70—75 на любой дистанции | 70—75 на любой дистанции | 70—75 на любой дистанции | 70—75 на любой дистанции | 70—75 на любой дистанции | 70—75 на любой дистанции |
| Следует помнить, что в разное время и в разных странах использовались различные методики определения бронепробиваемости. Как следствие, прямое сравнение с аналогичными данными других орудий часто оказывается невозможным. |                          |                          |                          |                          |                          |                          |

### Средства наблюдения и связи
В небоевых условиях командир ПТ-76 может вести наблюдение за местностью, стоя в открытом люке. В бою, помимо прицела, командир имеет три перископических смотровых прибора, размещённых во вращающейся командирской башенке. Приборы установлены плотной группой и обеспечивают обзор лишь сравнительно узкого сектора. Основным из них на танках ранних выпусков являлся бинокулярный командирский ТПКУ, на ПТ-76 поздних выпусков и ПТ-76Б сменённый незначительно отличавшимся ТПКУ-2. Оба прибора имеют увеличение 5× и поле зрения 7,5° по горизонту, позволяя осуществлять наблюдение на дальности до 3000 метров и снабжены координатной сеткой для целеуказания и корректировки огня, а также дальномерной шкалой для определения дальности до цели известной высоты — 2,7 м («танк»). По бокам от него размещены два призменных перископических прибора ТНП однократного увеличения.
Заряжающий для обзора местности в бою имеет лишь один поворотный перископический прибор МК-4 однократного увеличения, размещённый в крыше башни перед люком. Механик-водитель на марше ведёт наблюдение через открытый люк, в бою же для обзора местности ему служат три прибора ТНП, расположенных веером перед люком и обеспечивающие обзор лобового сектора. Для наблюдения на плаву при поднятом волноотражательном щитке на танках ранних выпусков используются перископические приборы ПЕР-17 или ПЕР-17А, позднее заменённые на ТНП-370. Для вождения танка ночью ПТ-76 поздних выпусков и ПТ-76Б оборудованы бинокулярным прибором ночного видения ТВН-2Б, устанавливающимся на место центрального ТНП. ТВН-2Б представляет собой электронно-оптический прибор, работающий за счёт подсветки фарой ФГ-100, или, на ПТ-76Б, ФГ-125 с инфракрасным светофильтром, обеспечивая механику-водителю дальность видения 50—60 м и поле зрения в 30° при однократном увеличении.
Средства связи УКВ радиостанция Р-123

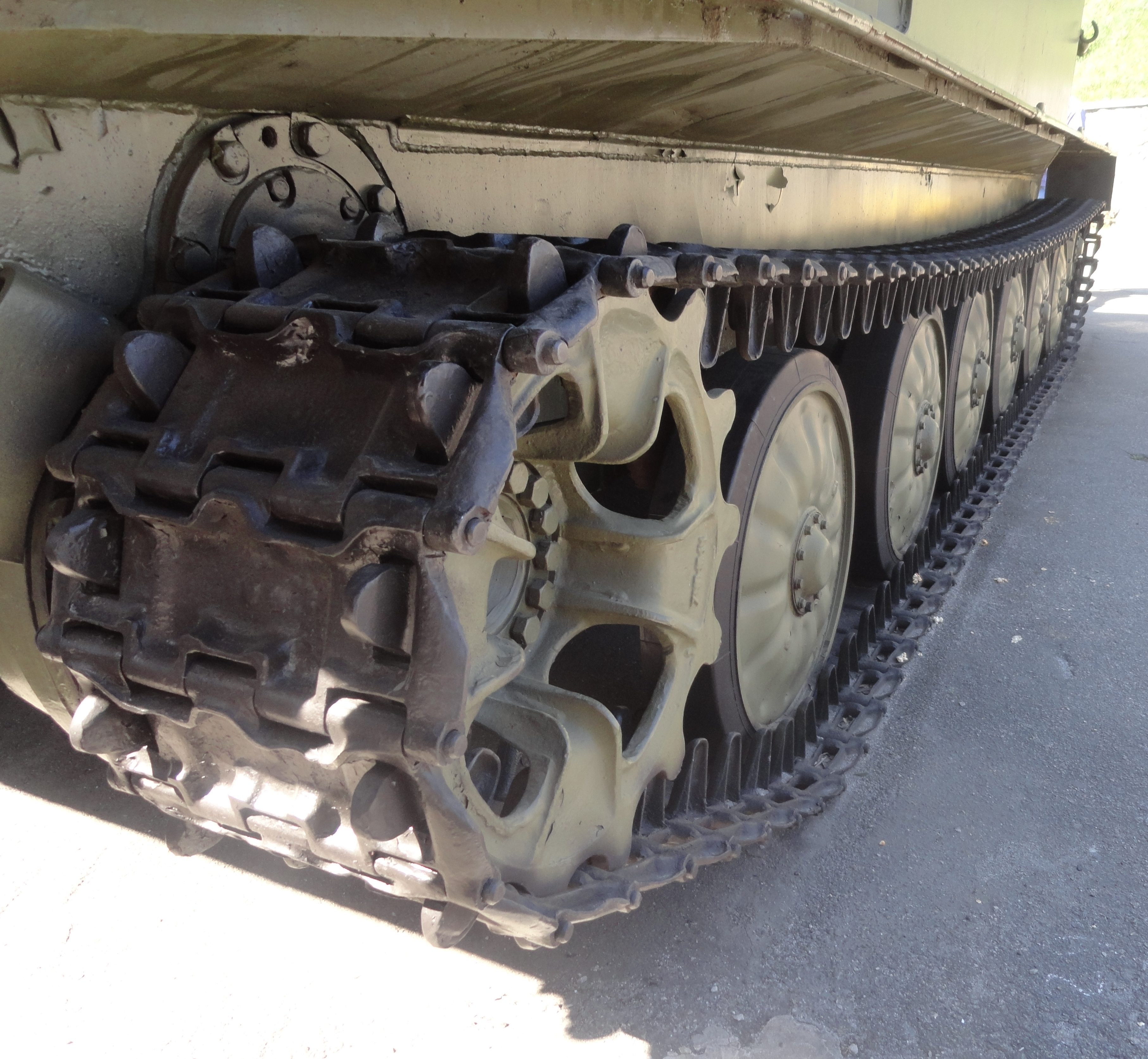
Ходовая часть ПТ-76

.

### Двигатель и трансмиссия
Двигатель В-6 (Д6) рядный 6-цилиндровый двигатель, половинка от танкового В-2. КП представляют собой модернизацию  агрегата от танка Т-34.

### Водомётный движитель
На плаву ПТ-76 перемещается при помощи гидрореактивного водомётного движителя.

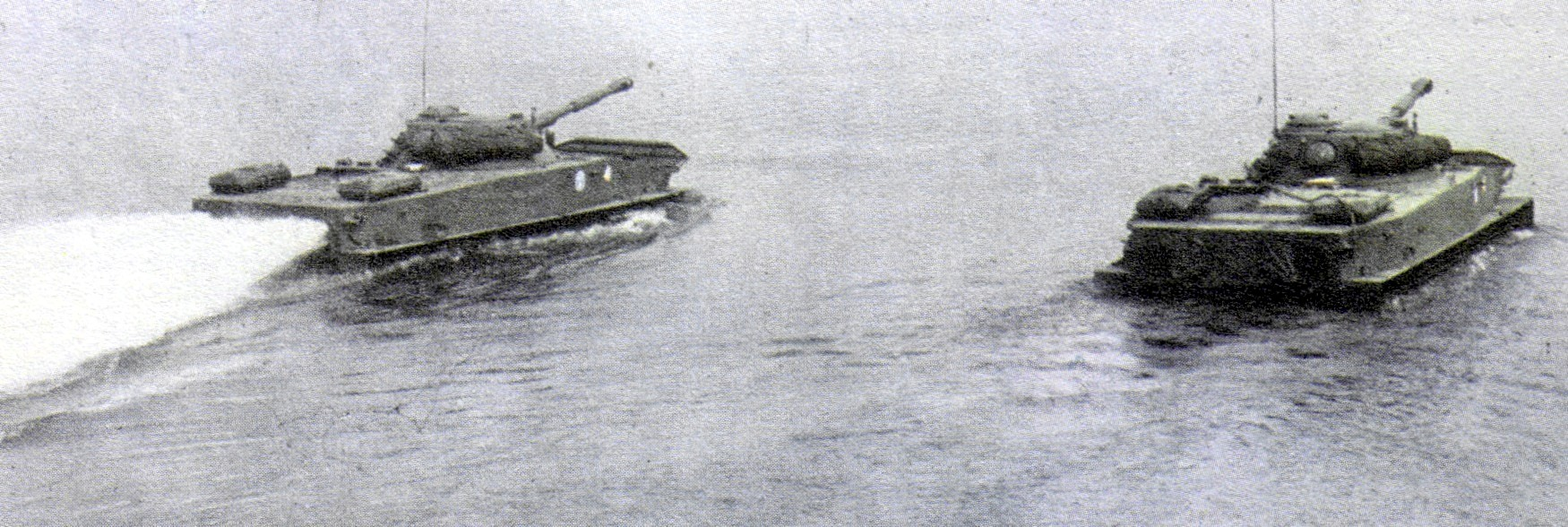
ПТ-76 c работающим водометом

## Модификации
Выпускались следующие модификации танка ПТ-76, которые различают по типу орудия:
- ПТ-76 Модель 1 — с орудием Д-56Т. Бронебойность снаряда на 2000 м — 60 мм (броня под углом 60 градусов)
- ПТ-76 Модель 2 — с орудием Д-56ТМ. Модернизирован дульный тормоз на пушке.
- ПТ-76 Модель 3 — с орудием Д-56ТМ. Двухкамерный дульный тормоз на пушке.
- ПТ-76Б Модель 4 — с орудием Д-56ТС. Орудие стабилизировано в двух плоскостях. Танк производился с 1959 по 1963 год.
- ПТ-76М — экспериментальная машина на базе ПТ-76Б. Была сделана в единственном экземпляре, который провалил испытания из-за недостаточной мореходности.
- Боевой модуль АУ-220М — разработан в 2000-х годах ЦНИИ «Буревестник». Модуль состоит из 57-мм автоматической пушки БМ-57 на базе зенитного орудия С-60 и спаренного с ней пулемёта ПКТ с модернизированной системой управления огнём. Разработчики АУ-220М предлагают устанавливать данную установку на плавающий танк ПТ-76 в качестве основного орудия при модернизации.[неавторитетный источник] Впервые прототип, оснащенный боевым модулем с 57-мм автоматической пушкой, был представлен в 2013 году в Нижнем Тагиле на оборонной выставке Russian Expo Arms-2013[источник не указан 3805 дней].

Танк производился в Польше под наименованием PT-76. В поздней модификации добавлен ещё один 7,62-мм пулемёт и отдельные люки для командира и наводчика.
В Индонезии в конце 1990-х годов ПТ-76 были модернизированы, на них установили новые двигатели, трансмиссии и 90-мм пушки «Коккерил». Эти машины обозначаются в западной печати как ПТ-2000.
«Объект М906»- машина сделана из  броневых алюминиевых сплавов ,форсированный до 221 кВт (300 л.с.) двигатель 8Д6-300М
- PT-71 Nimda - израильский вариант модификации трофейных египетских ПТ-76 и ПТ-76Б.
- КТ-76МА — Колесный Танк 76 Модифицированный А. Один из возможных концепций развития танков ПТ-76 и ПТ-76М.

## Боевое применение
ПТ-76 широко использовались в ряде вооружённых конфликтов, в том числе во Вьетнамской войне, в конфликтах между Израилем с одной стороны и Сирией с Египтом с другой в 1967 и 1973 годах, индо-пакистанской войне 1971 года, югославской войне 1991—1995 гг., эпизодически — в ходе боевых действий в Чечне.

### Индо-пакистанская война 1965 года
С весны 1965 года участились нападения пакистанской стороны на границе, в результате Индия обратилась к Советскому Союзу для получения защиты от возможного вторжения. Первые танки ПТ-76 Индия получила в августе 1965 года. Перед началом войны Индия имела два полка таких танков, в составе около 90 штук. Первое время новые танки неизвестной конструкции индийские солдаты называли «Паттонами». ПТ-76 был единственным советским танком, использовавшимся в войне 1965 года.
21 сентября рота С 7-го полка, вооружённая ПТ-76, контратаковала захваченную пакистанцами деревню Татти Джаймал Сингх. В ходе боя индийские ПТ-76 выбили пакистанцев из деревни, подбив один «Паттон», один «Шерман» и захватив 2 джипа с 106-мм орудиями M40 и 2 грузовика с боеприпасами, в свою очередь пакистанцам удалось подбить один индийский танк. Общие индийские потери в ходе войны составили около роты ПТ-76, в основном брошенных, 6 или 7 из которых было захвачено пакистанцами.

### Война во Вьетнаме

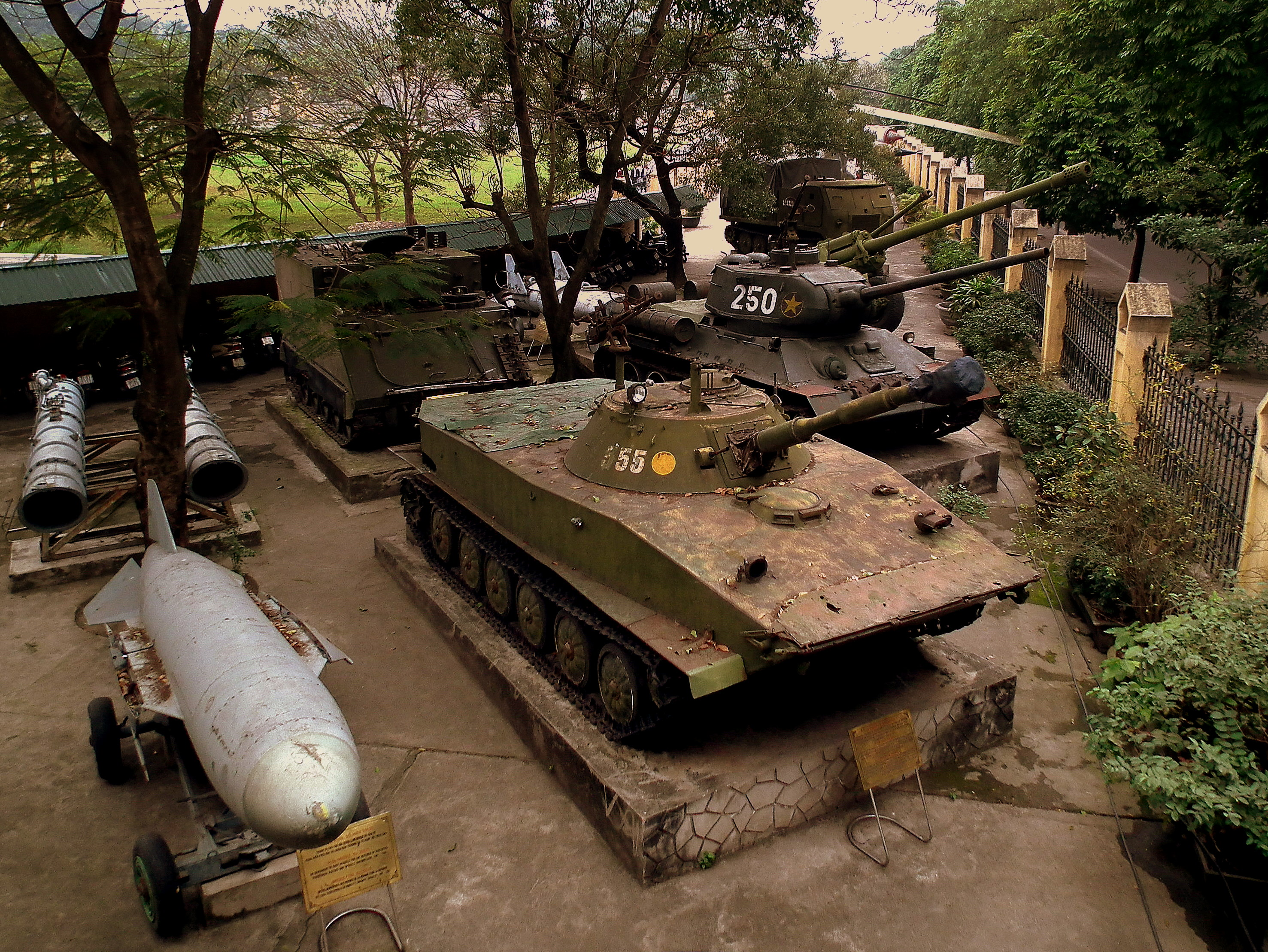
ПТ-76 в музее ВНА в Ханое. 2012

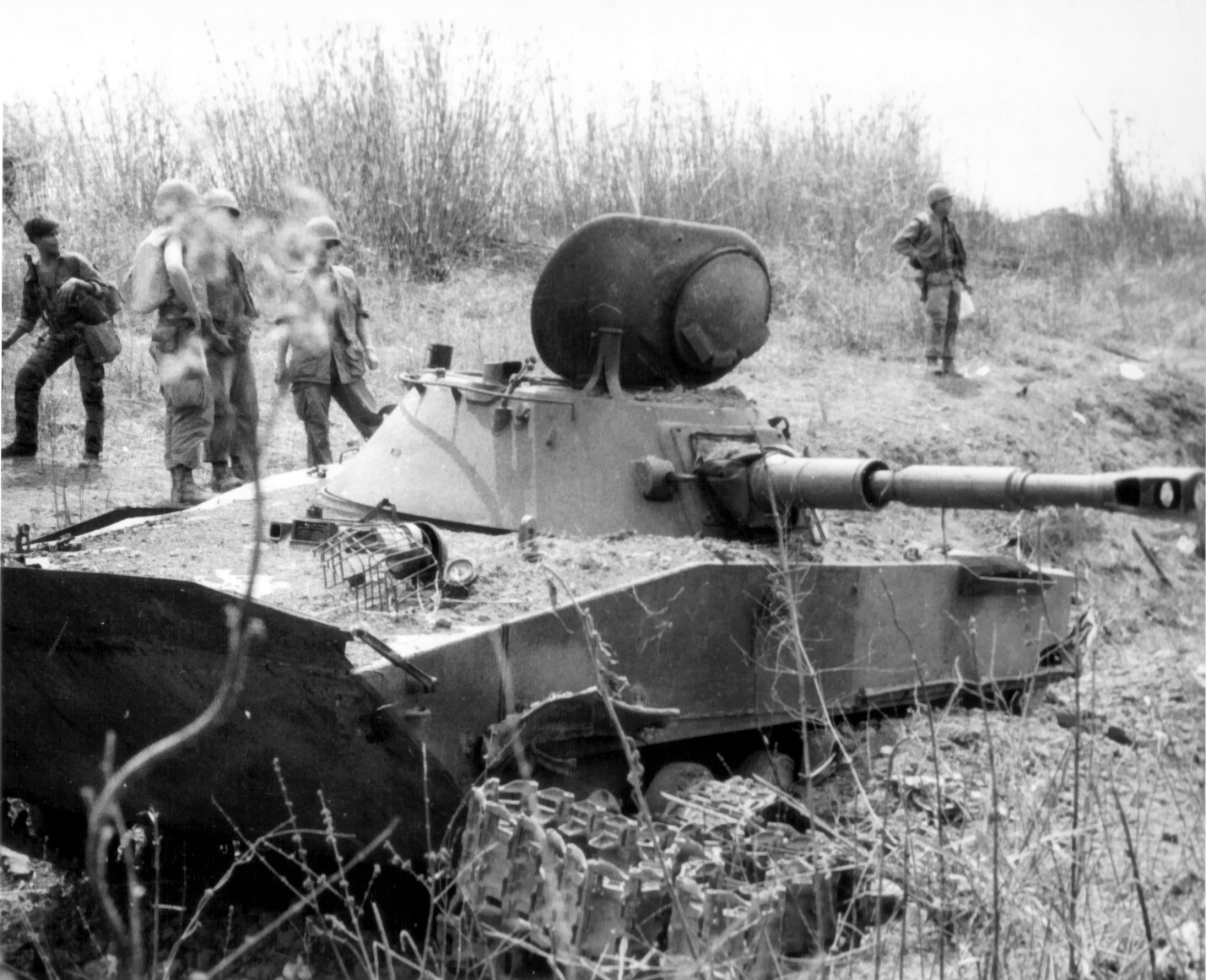
ПТ-76, подбитый в бою с танками M48 у Бен-Хет, 1969

В 1968 году зафиксирован случай уничтожения одного ПТ-76 американским M48. Первое крупное столкновение вьетнамских танков с американскими состоялось 3 марта 1969 года. 4-й батальон 202-го танкового полка силами 12 танков ПТ-76 и нескольких бронетранспортёров БТР-50ПК атаковал американский лагерь Бен-Хет, Южный Вьетнам. Целью атаки было уничтожение позиций батареи 175-мм самоходных пушек М107. Головной ПТ-76 подорвался на мине, но его экипаж продолжал вести по противнику пушечный огонь. Остальные танки были встречены взводом М48 «Паттон» 69-го танкового полка армии США и двумя зенитными самоходками М42. Один M48 был выведен из строя попаданием снаряда ПТ-76 в башню. Другой «Паттон» ответным огнём уничтожил один танк вьетнамцев. Атака захлебнулась после потери двух ПТ-76 и одного БТР-50ПК.
Американский эксперт назвал ПТ-76 "Ghost Tank". Скорее всего это связано с тем, что американские коммандос крайне неудачно пользовались противотанковыми ручными гранатометами M72 LAW калибра 66 мм в бою за лагерь Ланг-Вэй — так удалось поджечь только одну машину, хотя в некоторые танки было сделано до девяти выстрелов с близкого расстояния. В том же бою "зеленый берет" Джеймс Холт уничтожил три ПТ-76 огнём из 106-мм противотанкового орудия.
В начале 1971 года во время операции Lam Son 719 войска ДРВ в составе 198-го танкового полка задействовали 22 танка ПТ-76. Южновьетнамцы заявляли что только в первых двух столкновениях с ними уничтожили 26 из них. Как можно заметить выше это число превышает количество имевшихся танков ПТ-76. 25 февраля четвёрка танков ПТ-76 штурмом взяла «Высоту 543», танкистам удалось взять 50—60 пленных южновьетнамцев, в том числе полковника Нгуена Ван Тху, командира 3-й десантной бригады. Также в ходе боя танком ПТ-76 №563 огнём зенитного пулемёта был сбит истребитель F-4 «Фантом», южновьетнамцы утверждали что пилот успел катапультироваться, однако не уточнив удалось ли его спасти.
В 1971 году во время взятия города Сноул в Камбодже 11-й танковый полк США захватил автопарк грузовиков с 76-мм снарядами для танков ПТ-76.
В ходе пасхального наступления Вьетнамская Народная армия понесла значительные потери бронетехники. Танков ПТ-76 было задействовано 56 штук, большая часть из которых была потеряна.
В конце января 1973 года возле порта Куа Вьет произошёл крупный танковый бой. 1-я южновьетнамская танковая бригада в составе около 130 танков M41 (17-я и 18-я роты), M48 (20-й батальон) и бронетранспортёров M113, начала наступление на удерживаемый северянами порт. Северовьетнамские позиции в порту оборонялись 1 танком ПТ-76, 2 БТР Тип-63 с установками ПТРК «Малютка» и 2 БТР-50 с 23-мм пушками, позже их усилили 2 БТР-50 и 1 танк Т-54 203-го полка. Южане наступали в составе двух колонн, при этом не проведя разведки местности. В результате северовьетнамская бронетехника и пехота с РПГ расстреляла с фланга наступавших. Хотя южанам и удалось разбить засаду (у северян уцелел лишь один Т-54 и один Тип-63), их собственные потери составили 29 бронемашин (18 бронемашин уничтожено, 6 танков и 5 БТР брошено исправными). Танк ПТ-76 (б/н 704), перед тем как быть уничтоженным, успел уничтожить 5 и подбить 2 танка противника. Это единственный известный случай танкиста-аса на танке ПТ-76.
По данным исследователя Михаила Барятинского потери ПТ-76 в войне «были очень высокими», однако ни количество потерь, ни подробностей, ни подразделений понесшие очень высокие потери он не называет.

### Шестидневная война
Египетские ПТ-76 участвовали в войне 1967 года. Они использовались не по назначению и без особого успеха. В результате боёв из 29 ПТ-76 египтяне потеряли 9 танков, из которых 6 трофейных плавающих танков были введены в строй 88-го разведывательного батальона армии Израиля. На этих машинах заменили двигатели, установили американские пулемёты и новые радиостанции.

### Индо-пакистанская война 1971 года
Индийские и пакистанские ПТ-76 участвовали в войне 1971 года. Индийцы задействовали на восточном фронте два полка и 2 независимых эскадрона таких танков (всего у индийцев имелось около 150 таких танков), у пакистанцев было 6-7 ПТ-76. Всего на Восточном фронте столкнулись около 150 индийских танков и 75 пакистанских. Практически все части, вооружённые ПТ-76, были сосредоточены против пакистанской группировки в Восточной Бенгалии. Плавающие танки как нельзя лучше подходили для действий в дельте Ганга.
Первое боестолкновение произошло ещё до официального начала войны. 21 ноября 14 индийских танков ПТ-76 и взвод Т-55 пересекли границу Восточного Пакистана в районе Гарибпура. Им на перехват была отправлена рота танков M24 «Чаффи». В последующем танковом сражении огнём ПТ-76 было уничтожено 8 M24, ещё 3 брошенных были захвачены. Потери индийцев составили 6 танков ПТ-76, в том числе по крайней мере 1 от огня авиации. С тремя уцелевшими пакистанскими танками потом расправились Т-55.
9 декабря рота из 1-го отдельного эскадрона с гуркхскими стрелками на броне прорвалась к докам порта Чандпур. В это время по реке Мегхне в направлении Дакки двигались три речные канлодки с 450 солдатами 39-й дивизии. ПТ-76 открыли огонь. Все три канлодки были потоплены, выжило только 180 пакистанских солдат. 11 декабря эти же танки потопили ещё один пакистанский корабль, совершив 54 выстрела из 76-мм орудий, 83 пакистанских солдат было убито и 33 взято в плен. Войдя 9 декабря в Куштиа, танки 45-го кавалерийского полка попали в засаду, было уничтожено и повреждено 5 ПТ-76.
Днём позже на другом участке фронта ПТ-76 69-го танкового полка, опять-таки с гуркской пехотой на броне, совершали обходной манёвр. Пройдя 55 км по заболоченным джунглям, форсировав несколько рек, они неожиданной атакой 12 декабря заняли г. Богра. Во время штурма огнём 76-мм пушек были уничтожены танк М24 «Чаффи», два 106-мм безоткатных орудия M40 и захвачено 55 3-х тонных грузовиков.
За две недели боёв было уничтожено и повреждено 13 индийских танков ПТ-76. Пакистанцы потеряли все танки что имели в Восточном Пакистане, 66 М24 «Чаффи» и 6-7 ПТ-76. Индийские ПТ-76 внесли один из самых значительных вкладов в победу.

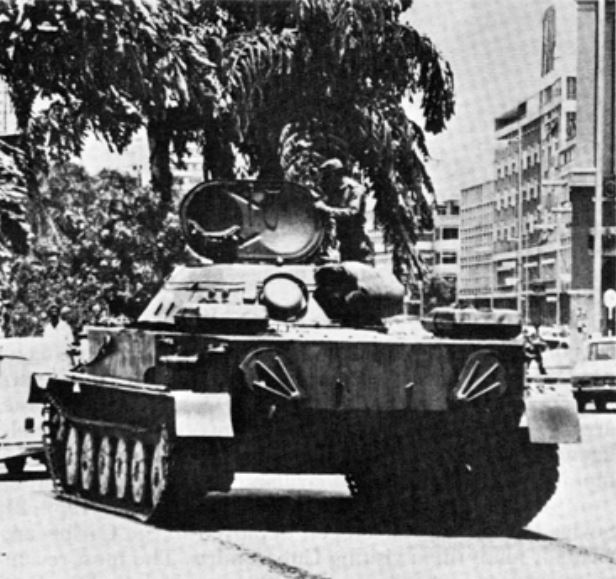
Кубинский ПТ-76 в Анголе. 1976 год

### Война Судного дня
Танки ПТ-76 применялись с обеих сторон в войне Судного дня 1973 года. Египет задействовал 40 танков ПТ-76 в составе 130-й бригады, Израиль задействовал 7 танков в составе 88-го батальона в Синае.
Египетские ПТ-76 применялись при форсировании Суэцкого канала 6 октября. Один механизированный батальон, вооружённый этими танками, при попытке прорваться к перевалу Митла столкнулся с израильскими M48 401-й бригады (некоторые источники ошибочно указывают что это были танки M60), понёс тяжёлые потери и был вынужден отступить. За первый день египтяне потеряли 20 танков, большинство из них были ПТ-76.
Ночью 16 октября израильские ПТ-76 начали операцию, которая стала переломным моментом в ходе войны. 7 танков и 8 БТР-50П с мотопехотой из состава 11-й резервной танковой бригады полковника Ела Гонена переправились в северной части Большого Горького озера на его западный берег и захватили плацдарм в районе станции Абу-Султан.
Днём 17 октября 88-й батальон участвовал в засаде на египетскую 25-ю танковую бригаду. Однако, бой показал что снаряды ПТ-76 оказались не способны пробить броню Т-62.
Утром 19 октября израильские танки, находившиеся на плацдарме, перешли в решительное наступление. Действуя мелкими группами на широком фронте, они находили слабые места в обороне египетских войск и прорывались в тыл. Лёгкие танки ПТ-76 на большой скорости выходили к позициям ЗРК и РЛС и, уничтожая их, способствовали успешным действиям авиации. В течение дня во время сражения в районе Аорхи 88-й батальон понёс серьёзные потери, все израильские ПТ-76 батальона получили повреждения, один из них был уничтожен.

### Другие конфликты
Принимали участие в ходе югославских войн и в ходе войны в Чечне.
В ходе боёв за Грозный в начале 1995 года российская армия задействовала 59-й полк особого назначения, имевший на вооружении 9 танков ПТ-76. В мае 1996 года российской армией был взят населенный пункт Бамут, в ходе боя уничтожен один танк ПТ-76, попавший в руки чеченских формирований.

## Сохранившиеся экземпляры
| Тип   | Местонахождение                                                                 | Изображение |
| ----- | ------------------------------------------------------------------------------- | ----------- |
| ПТ-76 | Историко-культурный комплекс «Линия Сталина», Лошаны, Минская область, Беларусь |             |
| ПТ-76 | Музейный комплекс УГМК, Верхняя Пышма, Свердловская область, Россия             |             |
| ПТ-76 | Музей отечественной военной истории, Падиково, Московская область, Россия       |             |

## Машины на базе ПТ-76

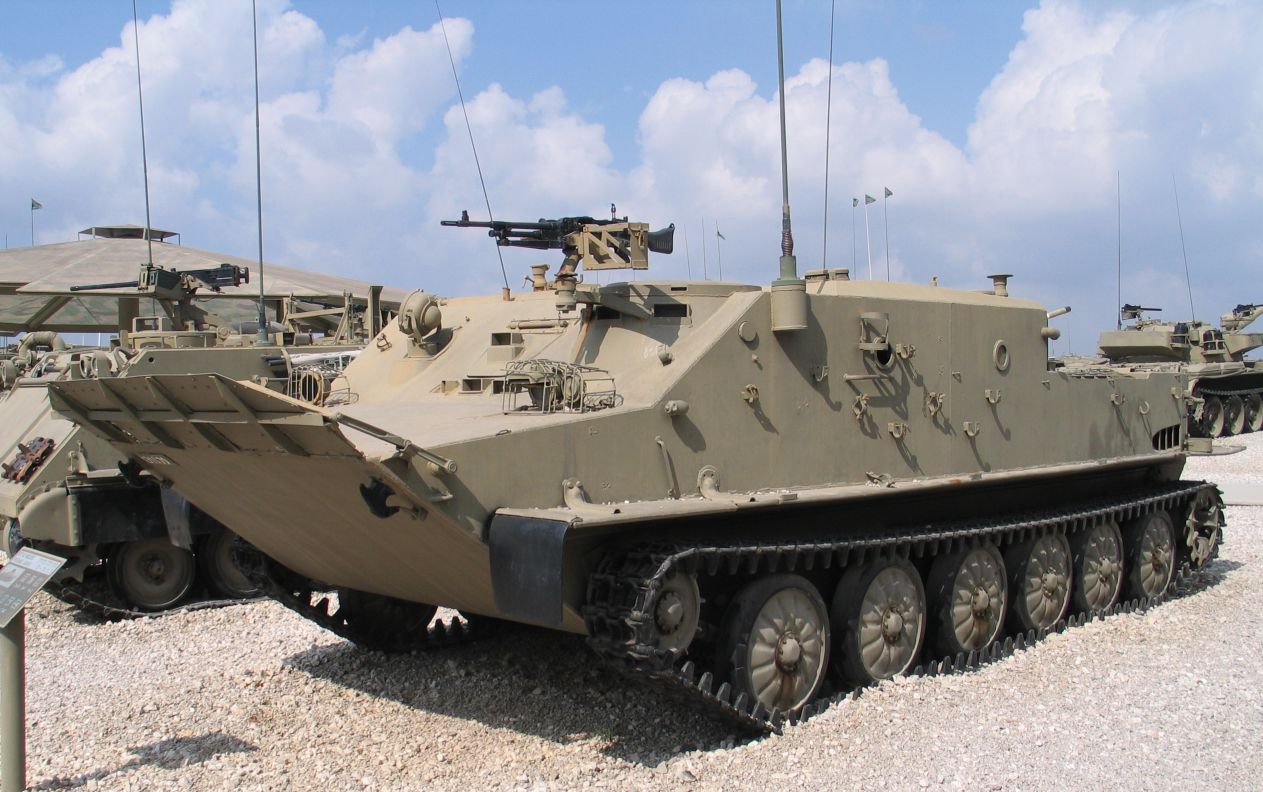
БТР-50

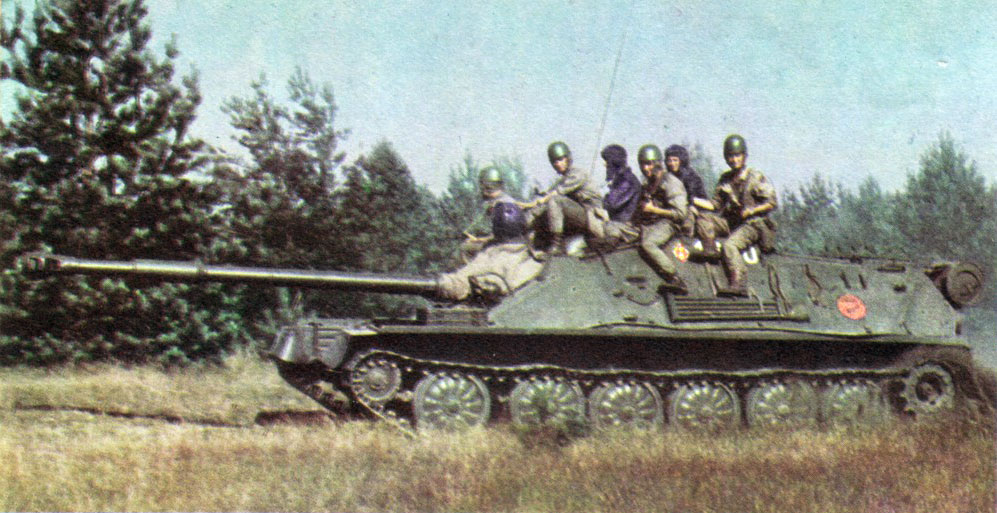
АСУ-85

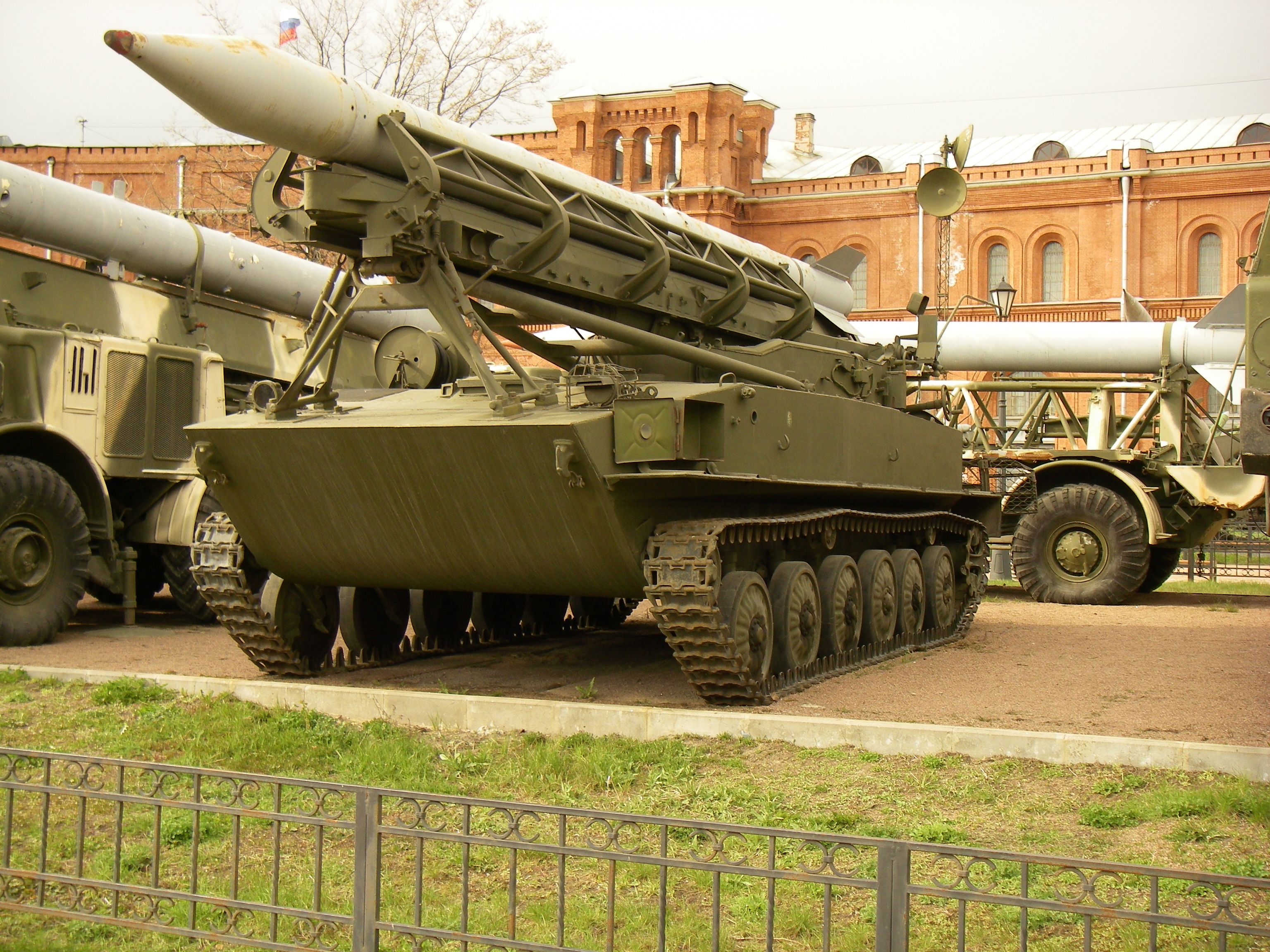
Пусковая установка 2П16 с ракетой 3Р9 ракетного комплекса 2К6 «Луна» в Артиллерийском музее Санкт-Петербурга

### Тип 63
В середине 1970-х годов на базе ПТ-76 в Китае начато производство танков Тип 60 и Тип 63. Башня была заменена на полусферическую, и в ней было установлено 85-мм орудие китайского производства. Экипаж состоит из 4 человек.

### БТР-50
Плавающий бронетранспортёр. Имеет высокую вместимость — 20 десантников. Также способен перевозить на крыше (в том числе на плаву) до 2 тонн груза, миномёт или 85-мм орудие, причём с него на плаву можно вести огонь.

### АСУ-85
Авиадесантируемая самоходная установка. Машина на базе плавающего лёгкого танка ПТ-76.

### Пусковые установки ранних тактических ракетных комплексов
Пусковая установка 2П2 комплекса 2К1 Марс и ПУ 2П16 комплекса 2К6 Луна.

### Гусеничный самоходный паром ГСП
Гусеничный самоходный паром ГСП создан в 1955 году с использованием узлов и агрегатов ПТ-76 и предназначен для переправы танков и самоходных артиллерийских установок через водные преграды.

### Объект 170
Советский экспериментальный ракетный танк. Серийно не производился.

### Объект 280
Советская опытная боевая машина РСЗО М-14. Создана в конструкторском бюро Ленинградского Кировского завода. Серийно не производилась.

### Объект 914
Советская опытная боевая машина пехоты. Разработана в г. Волгограде в конструкторском бюро Волгоградского тракторного завода (ВгТЗ). Серийно не производилась.

## Операторы

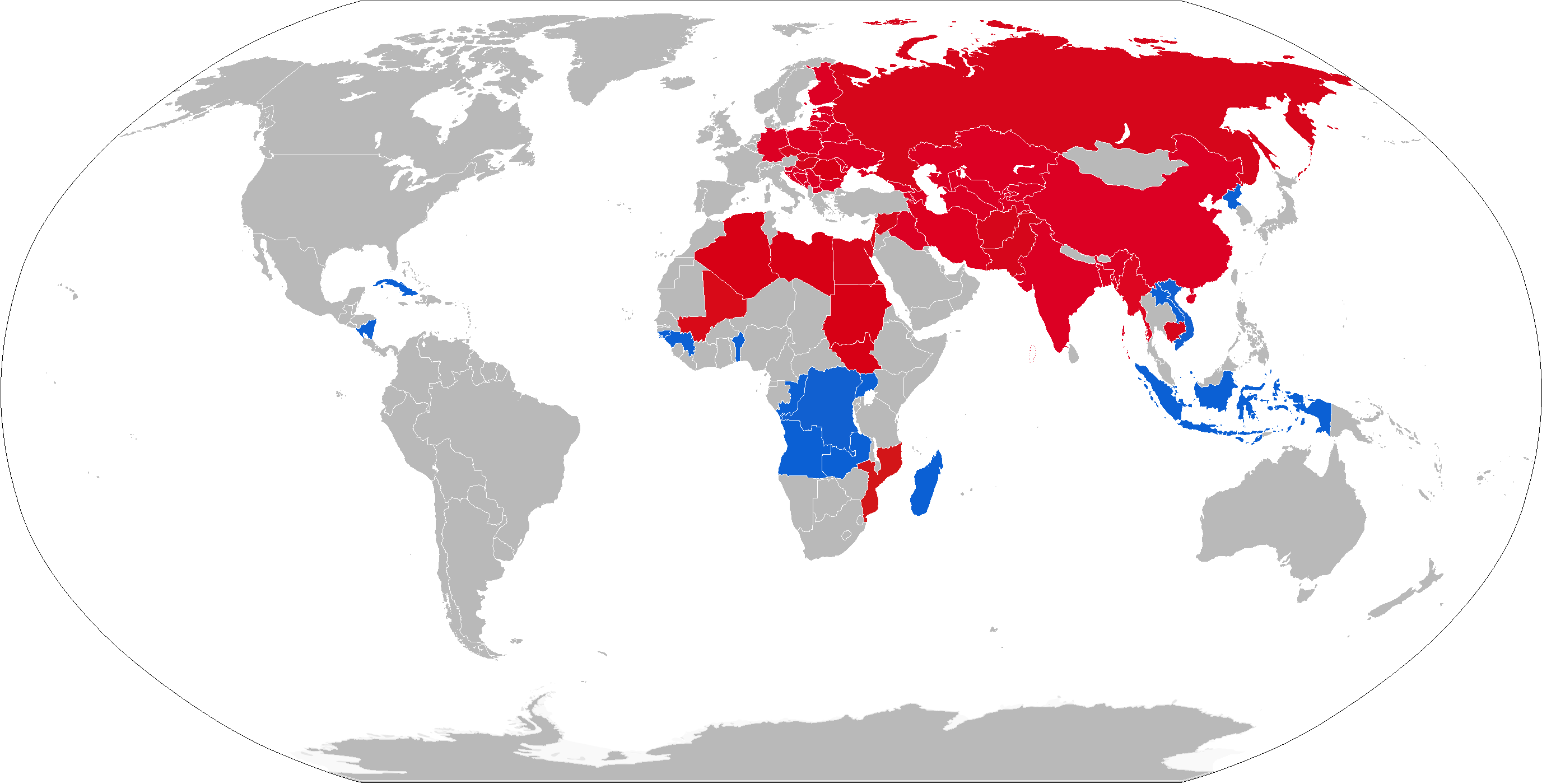
Карта операторов ПТ-76 на 2019 год

- Ангола — 10 ПТ-76, по состоянию на 2020 год[53] 68 единиц ПТ-76 поставлено из СССР в 1975 году[54].
- Бенин — 18 небоеспособных ПТ-76, по состоянию на 2020 год[55]
- Вьетнам — 300 ПТ-76, по состоянию на 2020 год[56]
- Гвинея — 15 ПТ-76, по состоянию на 2020 год[57], 20 единиц ПТ-76 поставлено из СССР в 1977 году[54]
- Гвинея-Бисау — 15 ПТ-76, по состоянию на 2020 год[58], 20 единиц ПТ-76 поставлено из СССР в 1978 году[54]
- ДР Конго — 10 ПТ-76, по состоянию на 2020 год[59]
- Замбия — 30 ПТ-76, по состоянию на 2021 год[60], Всего поставлено 50 единиц ПТ-76 из СССР в 1984 году[54].
- Индонезия — 70 ПТ-76, по состоянию на 2020 год[61]
- КНДР — 560 ПТ-76, по состоянию на 2020 год[62]
- Куба — в наличии ПТ-76, по состоянию на 2020 год[63]. 60 единиц ПТ-76 поставлено из СССР в период с 1971 по 1973 год[54].
- Лаос — 10 ПТ-76, по состоянию на 2020 год[64], 30 единиц ПТ-76 поставлено из СССР в период с 1960 по 1962 год[54].
- Мадагаскар — 12 ПТ-76, по состоянию на 2020 год[65]
- Мали — >2 ПТ-76, по состоянию на 2021 год[66]
- Никарагуа — 10 ПТ-76 на хранении, по состоянию на 2020 год[67]. 22 единицы ПТ-76 поставлены из СССР в 1984 году[54].
- Республика Конго — 3 ПТ-76, по состоянию на 2021 год[68]
- Уганда — 20 ПТ-76, по состоянию на 2020 год[69], 50 единиц ПТ-76 поставлено из СССР в период с 1974 по 1975 год[54]

### Бывшие операторы
- Афганистан — 50 единиц ПТ-76 поставлено из СССР в период с 1959 по 1960 год[54]. Сняты с вооружения[2][70]
- Беларусь — 8 ПТ-76, по состоянию на 1995 год, сняты с вооружения[71]
- Болгария — 250 единиц ПТ-76 поставлено из СССР в период с 1960 по 1964 год[54].
- Босния и Герцеговина — 2 ПТ-76, по состоянию на 2010 год[72]
- Венгрия — 100 единиц ПТ-76 поставлено из СССР в период с 1959 по 1960 год[54], сняты с вооружения[73][74]
- Гана — 15 ПТ-76, по состоянию на 2016 год[75]
- Германия — сняты с вооружения[73][76]
- ГДР — 170 единиц ПТ-76 поставлено из СССР в период с 1957 по 1960 год[54], перешли к ФРГ[73]
- Египет — 250 единиц ПТ-76 поставлено из СССР. 50 единиц в 1966 году, ещё 200 единиц в период с 1970 по 1972 год[54], сняты с вооружения[77][78]
- Израиль — трофейные египетские танки
- Индия — 100 ПТ-76, снимающихся с вооружения, по состоянию на 2007 год[79], 178 единиц ПТ-76 поставлено из СССР с 1964 по 1965 год[54]
- Ирак — 100 ПТ-76, по состоянию на 2002 год[80], 245 единиц ПТ-76 поставлено из СССР. 45 единиц с 1968 по 1970 год, 200 единиц в 1984 году[54].
- Камбоджа — 20 единиц ПТ-76 поставлено из СССР. 10 в 1983 году, ещё 10 в 1989 году[54].
- Китай — 250 единиц ПТ-76 поставлено из СССР в период с 1956 по 1960 год[54].
- Мозамбик — сняты с вооружения[2][81]
- Пакистан — 32-50 ПТ-76, по состоянию на 2017 год[82]
- Польша — 300 единиц ПТ-76 поставлено из СССР в период с 1957 по 1958 год[54], сняты с вооружения[73][83]
- Россия — 150 ПТ-76, по состоянию на 2010 год, сняты с вооружения[84]
- Сербия и Черногория — 100 единиц ПТ-76 поставлено из СССР в 1963 году[54]
- Сирия — до 80 ПТ-76, по состоянию на 2016 год[85][86]
- Словения — сняты с вооружения[2][87]
- СССР — перешли после распада к России
- Украина — 5 ПТ-76, по состоянию на 1995 год, сняты с вооружения[88]
- Хорватия — сняты с вооружения[2][89]
- Югославия — В 1963г получила 100 ПТ-76[90] перешли к образовавшимся после распада государствам.
- Финляндия — 15 ПТ-76, по состоянию на 1990 год[91], поставлены из СССР в 1961 году[54]

## Фотогалерея

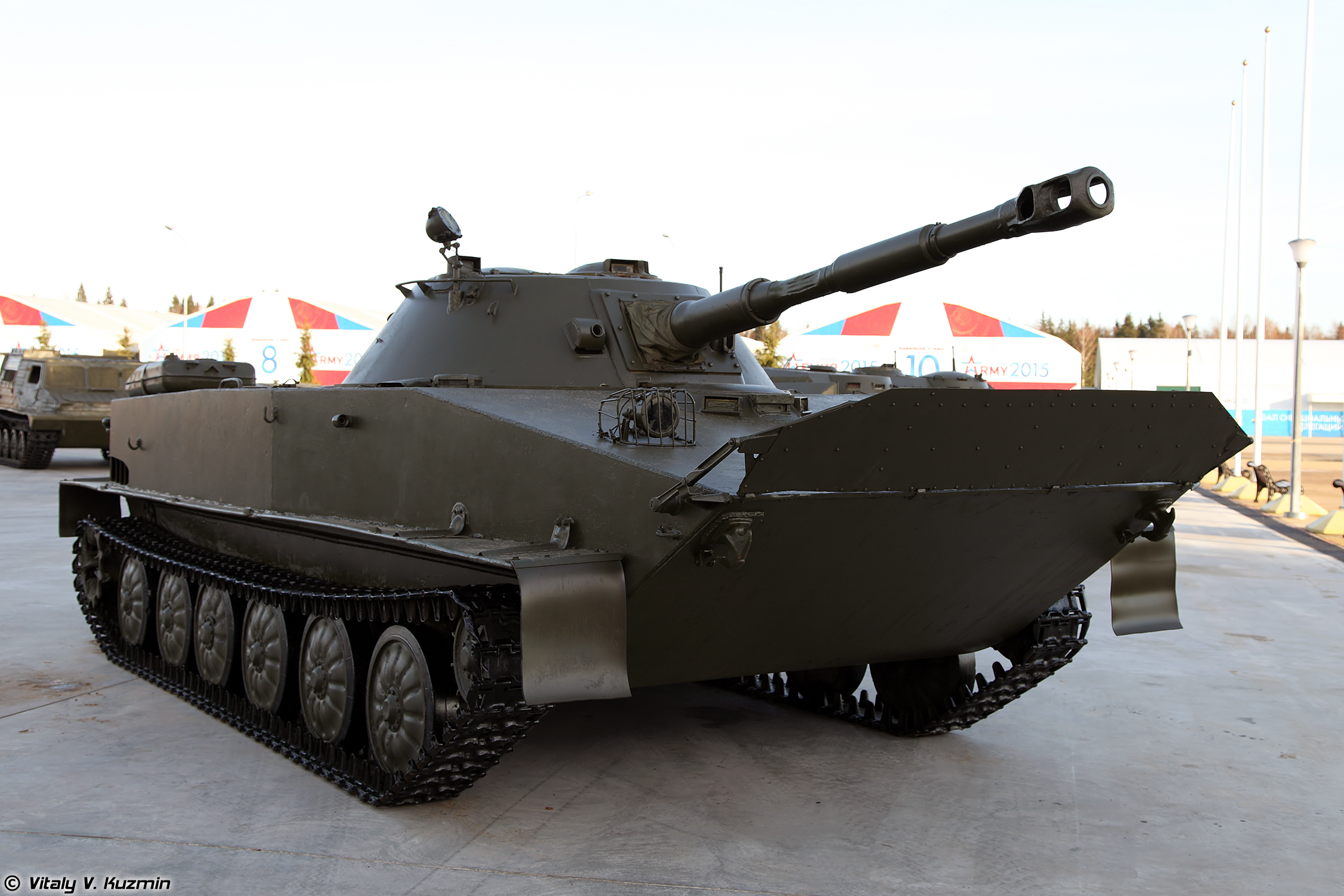
ПТ-76Б в парке «Патриот»
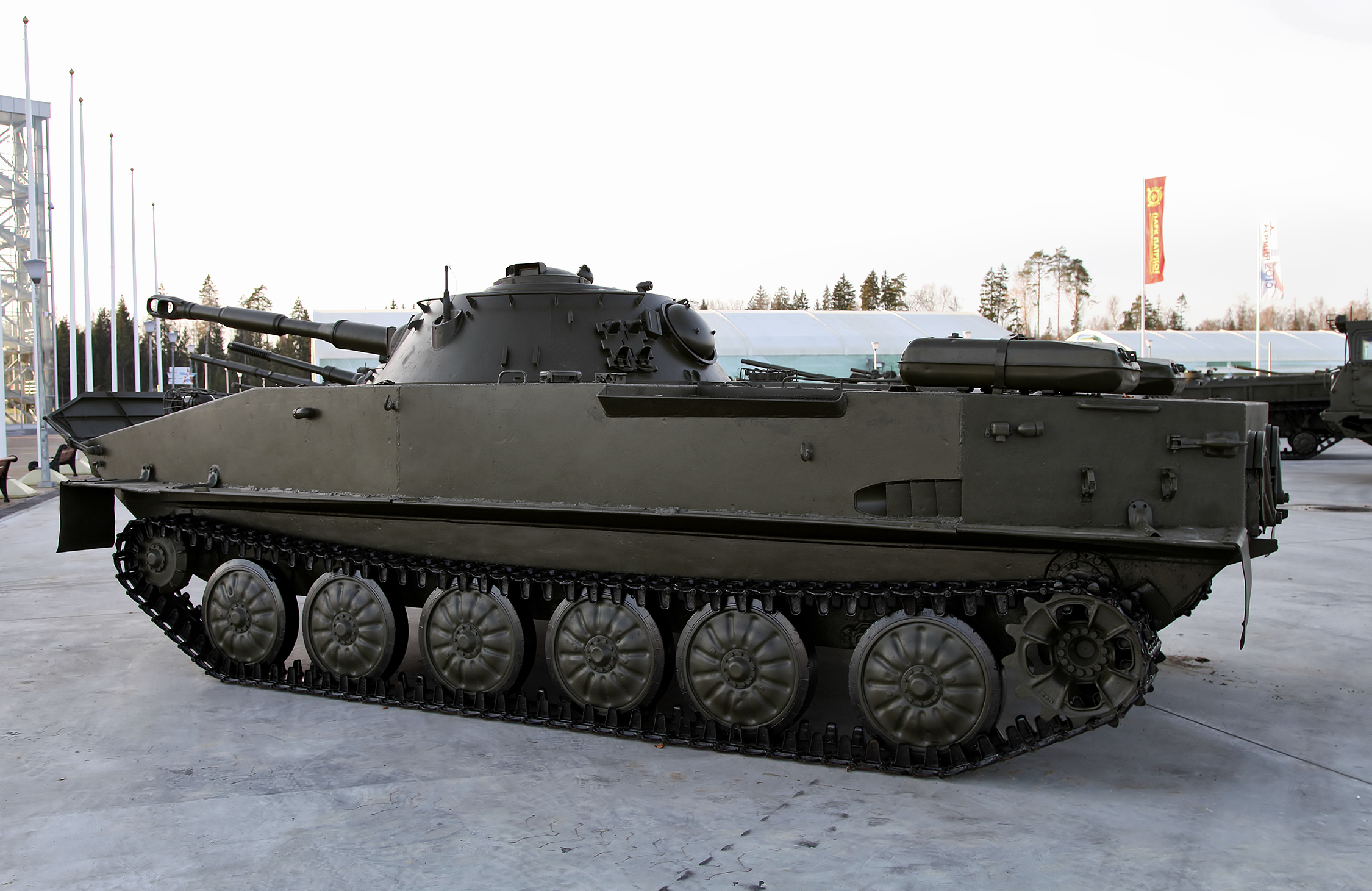
ПТ-76Б в парке «Патриот»
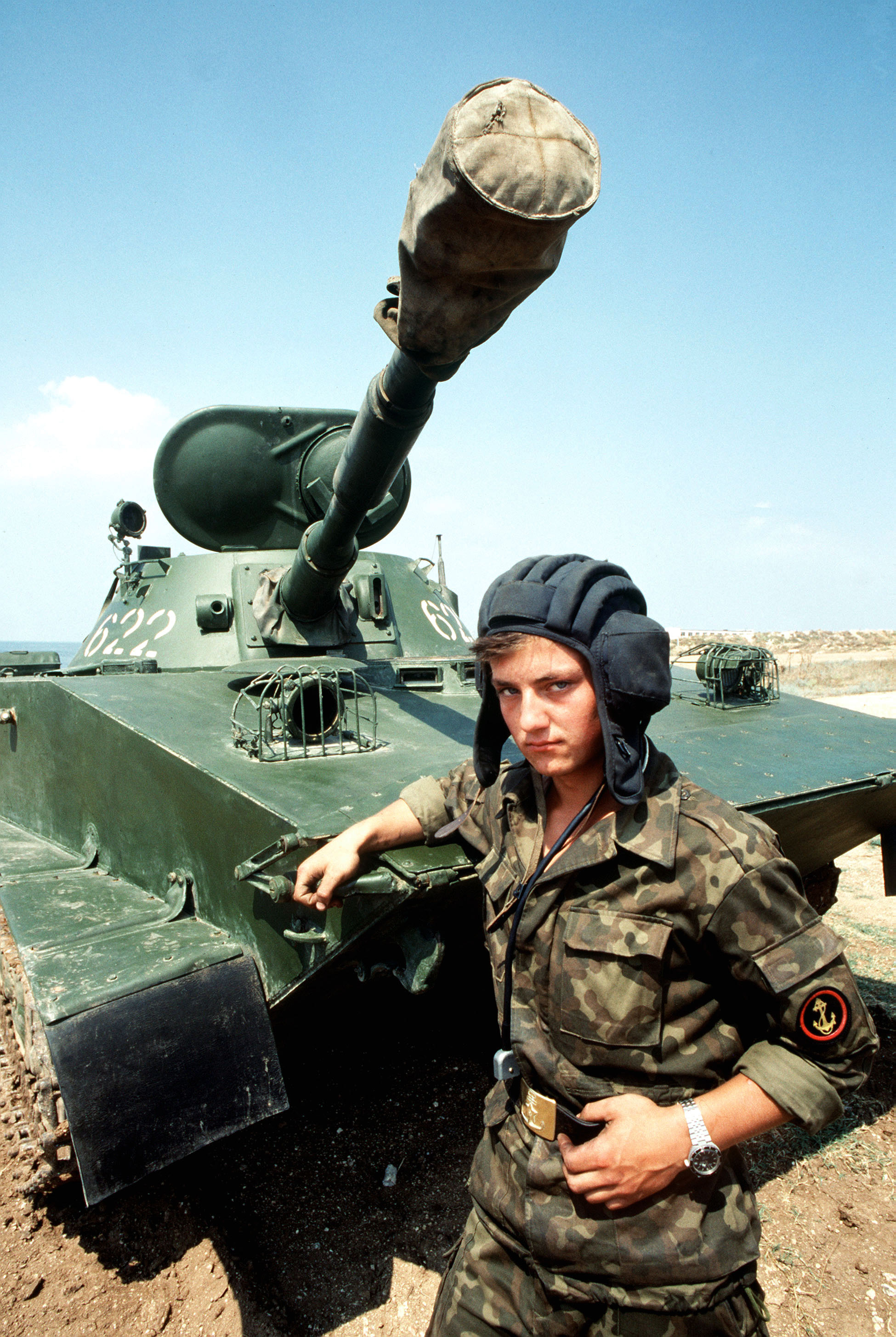
Морской пехотинец у ПТ-76
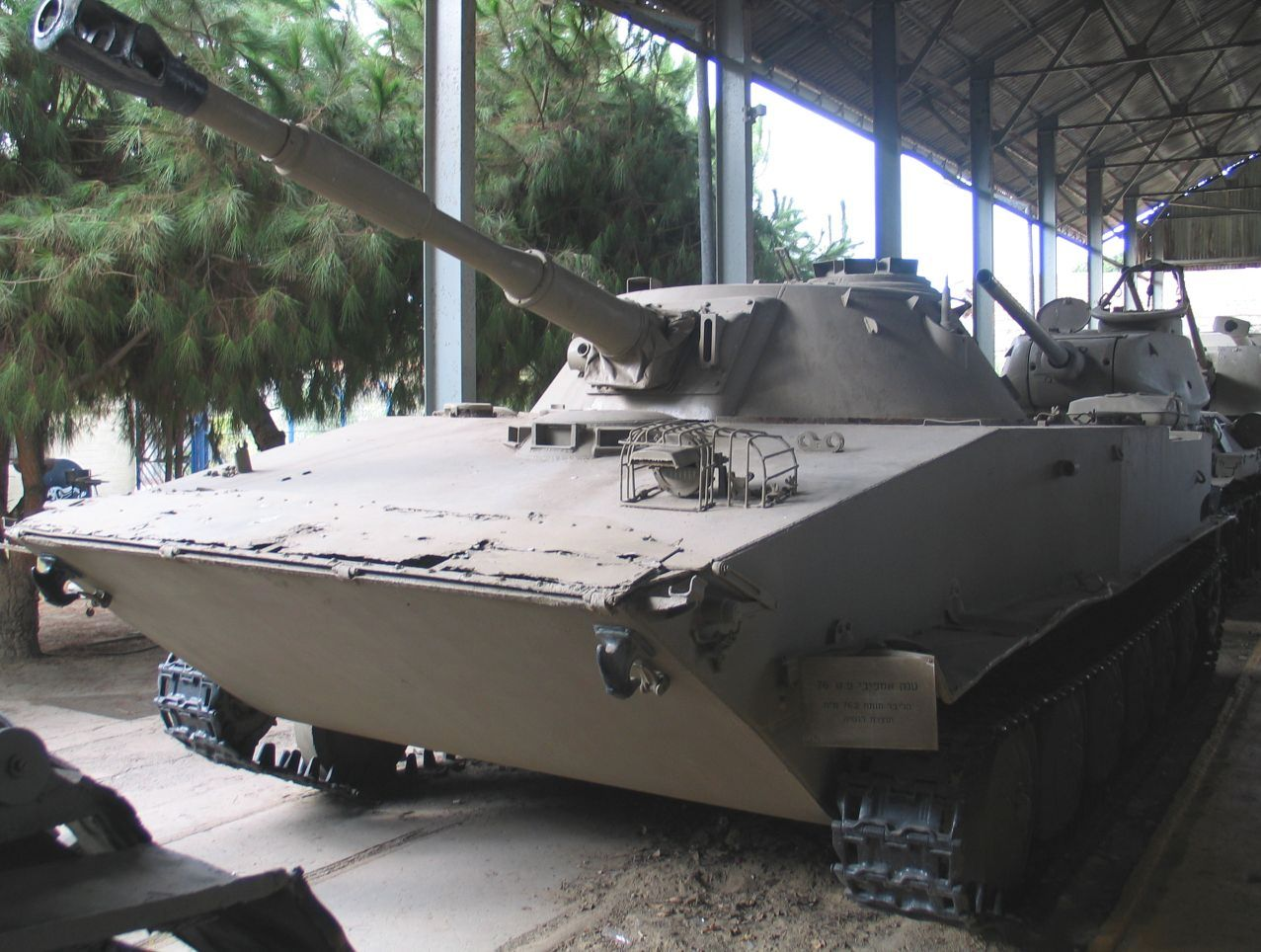
ПТ-76 Музей Армии обороны Израиля, Тель-Авив, Израиль
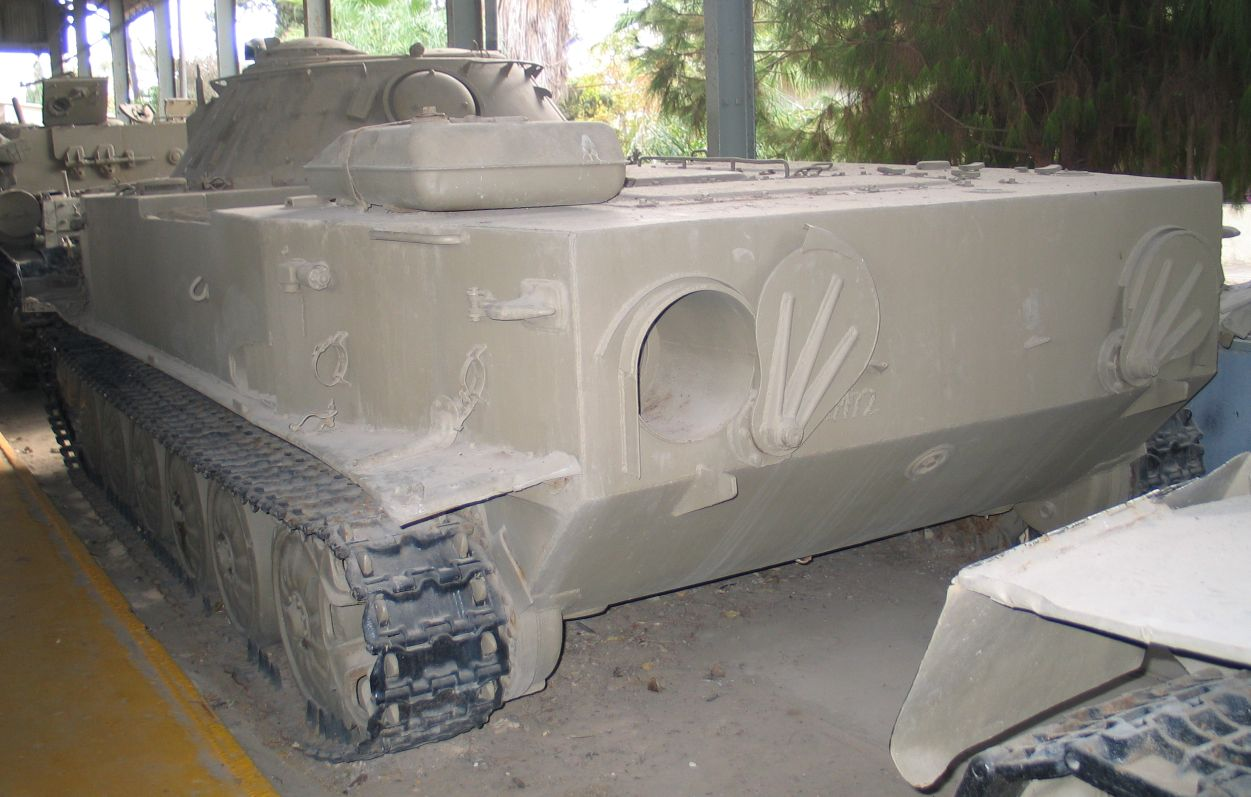
ПТ-76, вид сзади
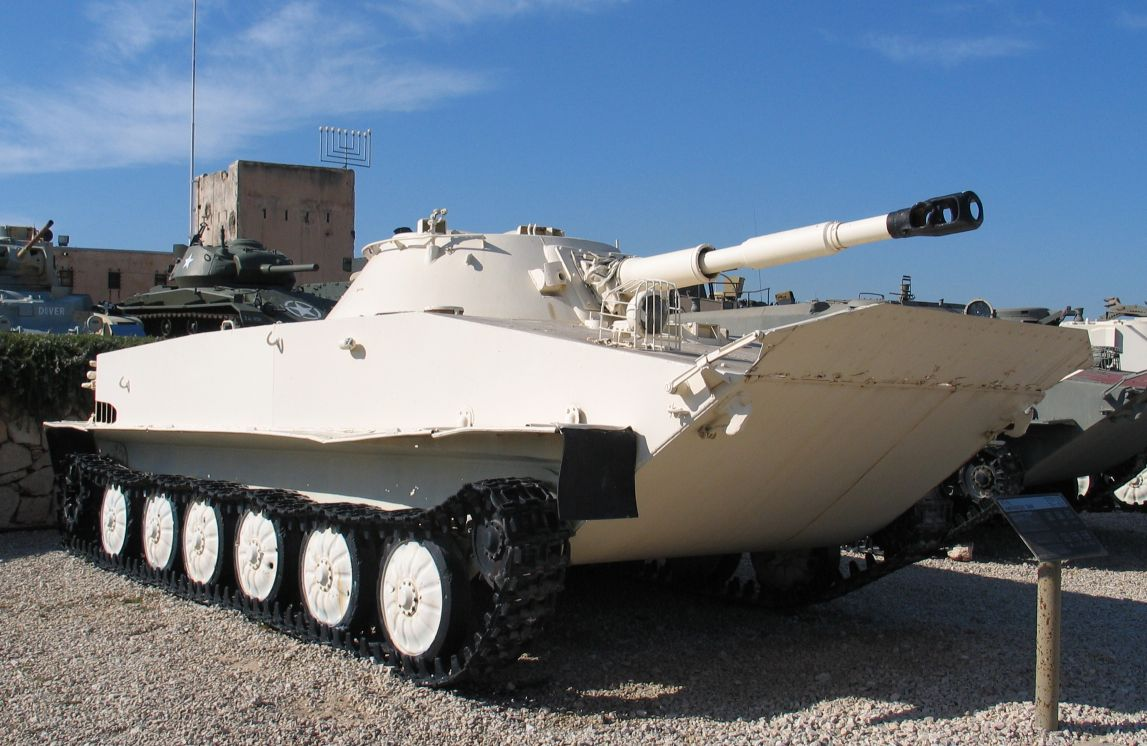
ПТ-76
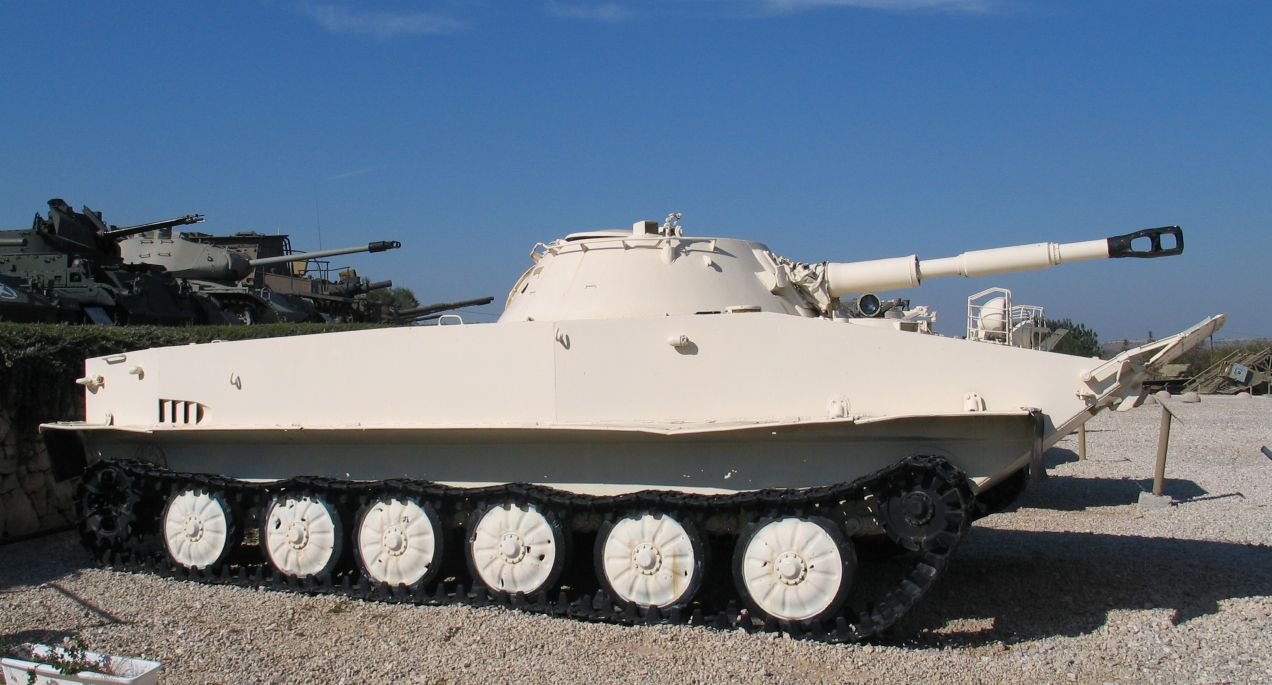
ПТ-76, вид сбоку
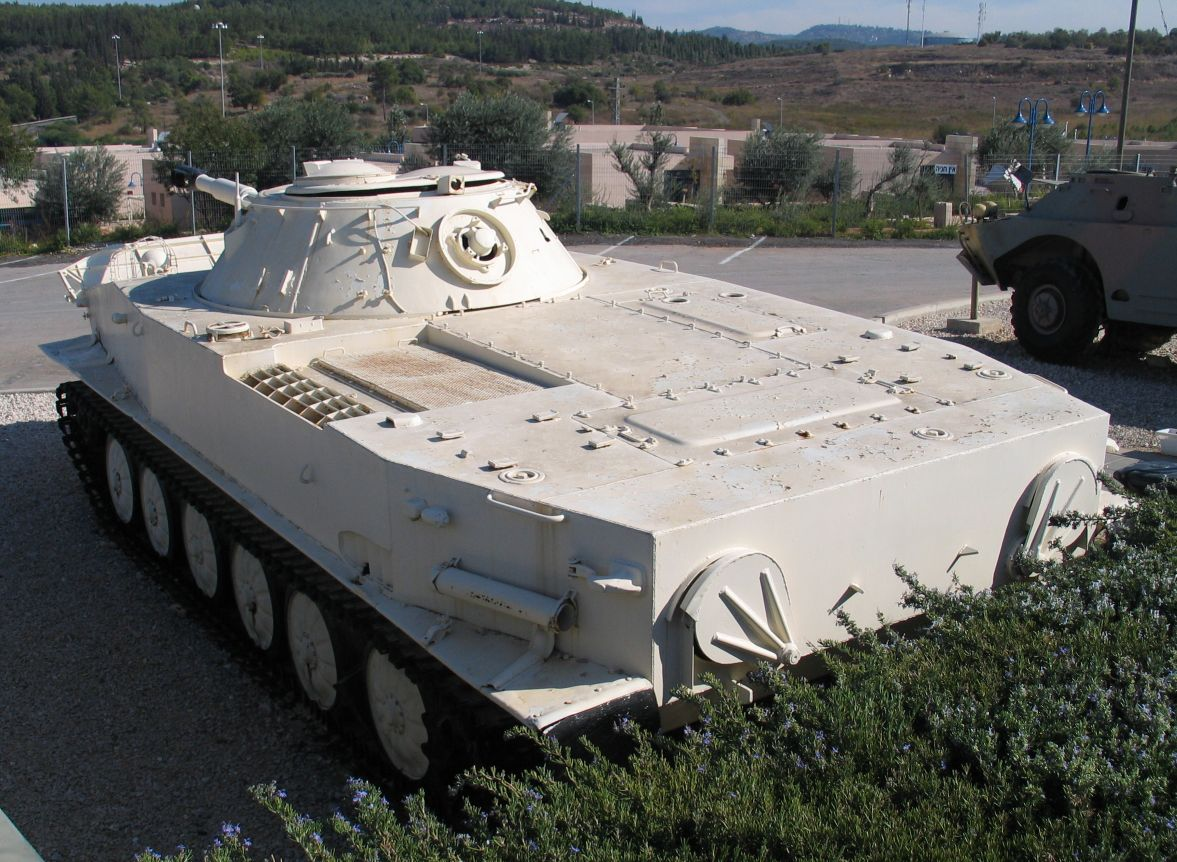
ПТ-76
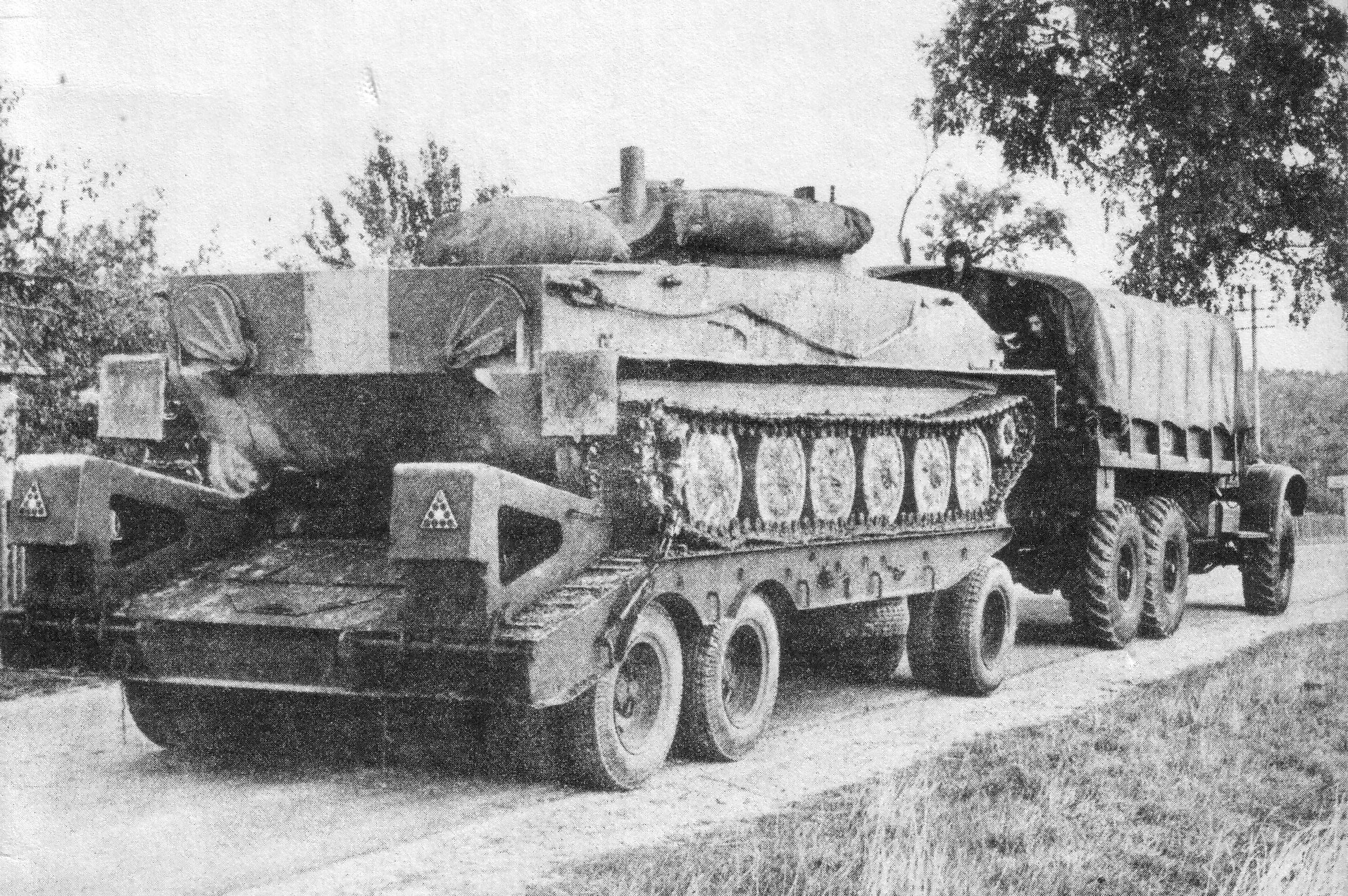
Польский ПТ-76
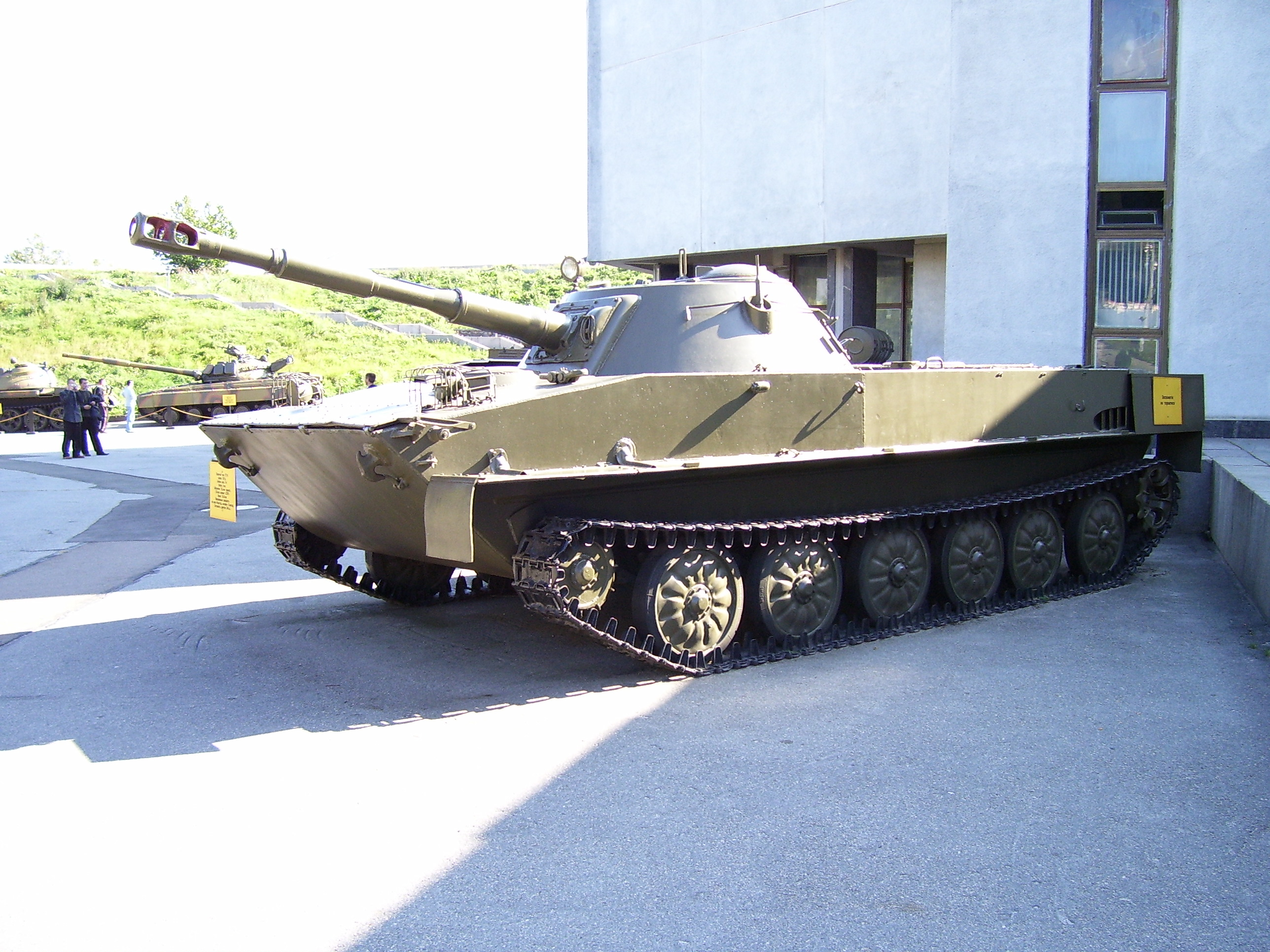
ПТ-76 в Киеве, Музей войны в Афганистане
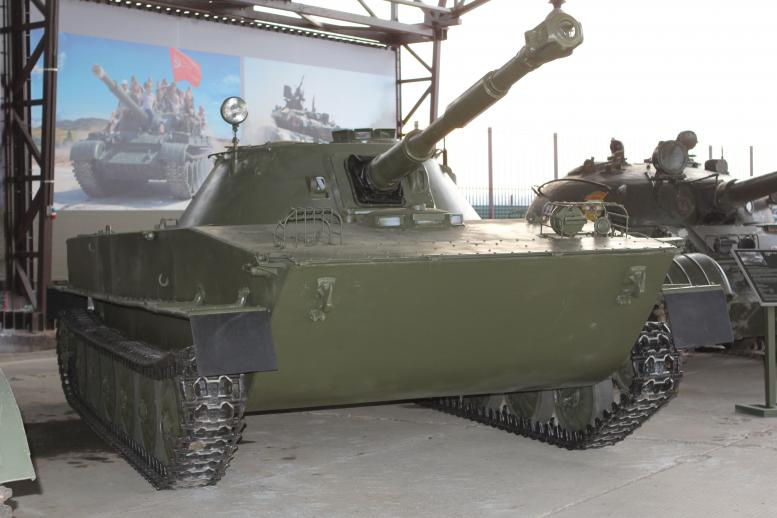
Танк ПТ-76 в Музее отечественной военной истории в Подмосковье

## Оценка проекта
Несмотря на невысокую огневую мощь и противопульно-осколочное бронирование,создание этой машины стало немалым рывком в усилении боевого потенциала морской пехоты СССР.

## ПТ-76 в игровой индустрии
- Tanktastic — есть в игре в качестве лёгкого танка, доступного к покупке серебром при достижении 10-го ранга.
- Tank Company — присутствует в модификации ПТ-76Б как лёгкий плавающий танк 5-го уровня.
- War Thunder — имеется в модификации ПТ-76Б за СССР и Финляндию, а также в модификации ПТ-76 за Китай. Все машины находится на 3 ранге.
- World in Conflict — имеется в виде легкого танка за СССР, в разделе бронетехники.
- Noobs in combat(Roblox) - Имеется в виде танка разведчика(Без ПТУРа) и эксклюзивной модификации (С ПТУРом)
- Multicrew tank combat 4(Roblox) имееться в составе Fish